# Polski System Informacji Turystycznej

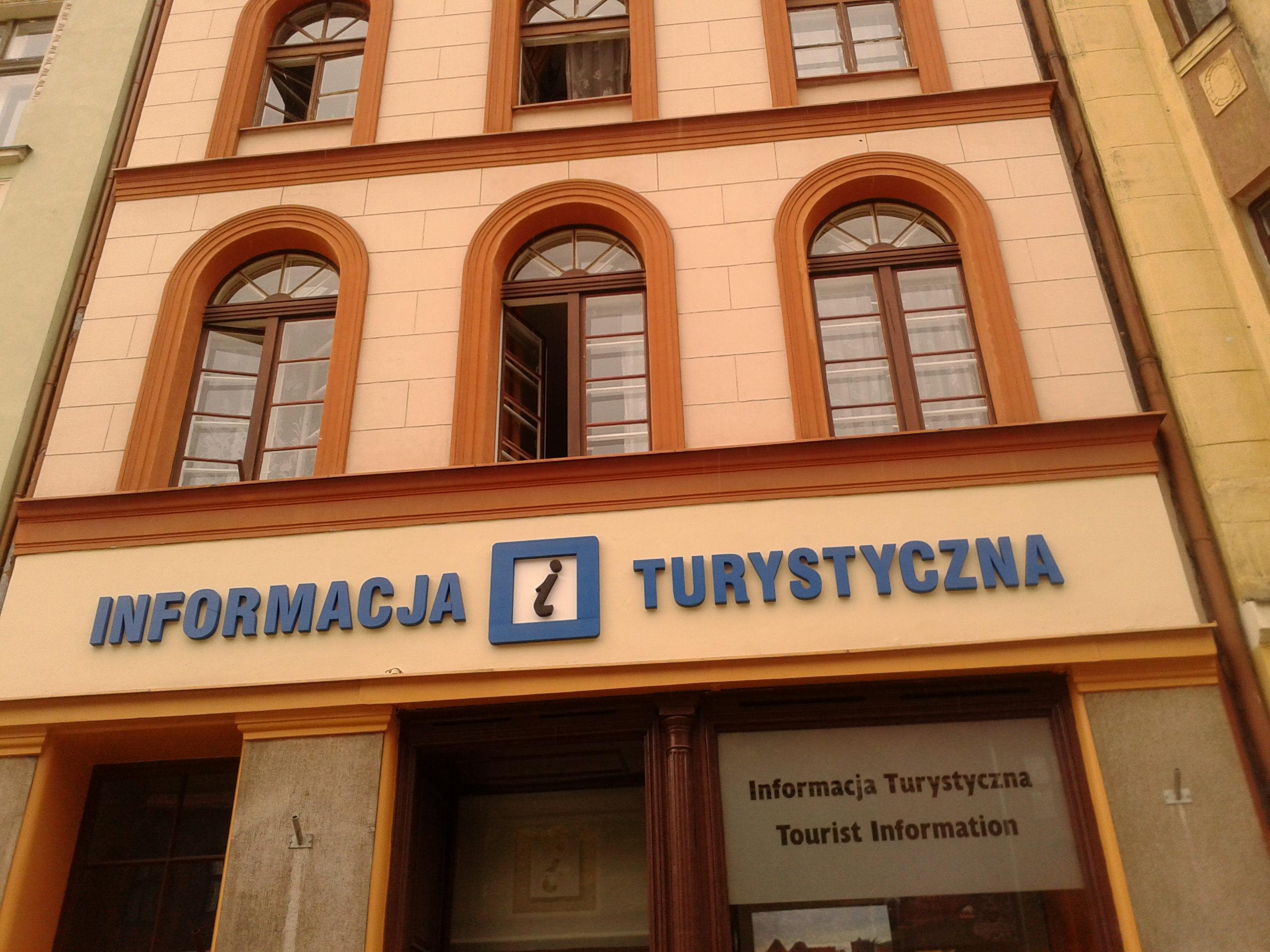
Kamienica biura Informacji Turystycznej w Toruniu - Rynek Staromiejski 25

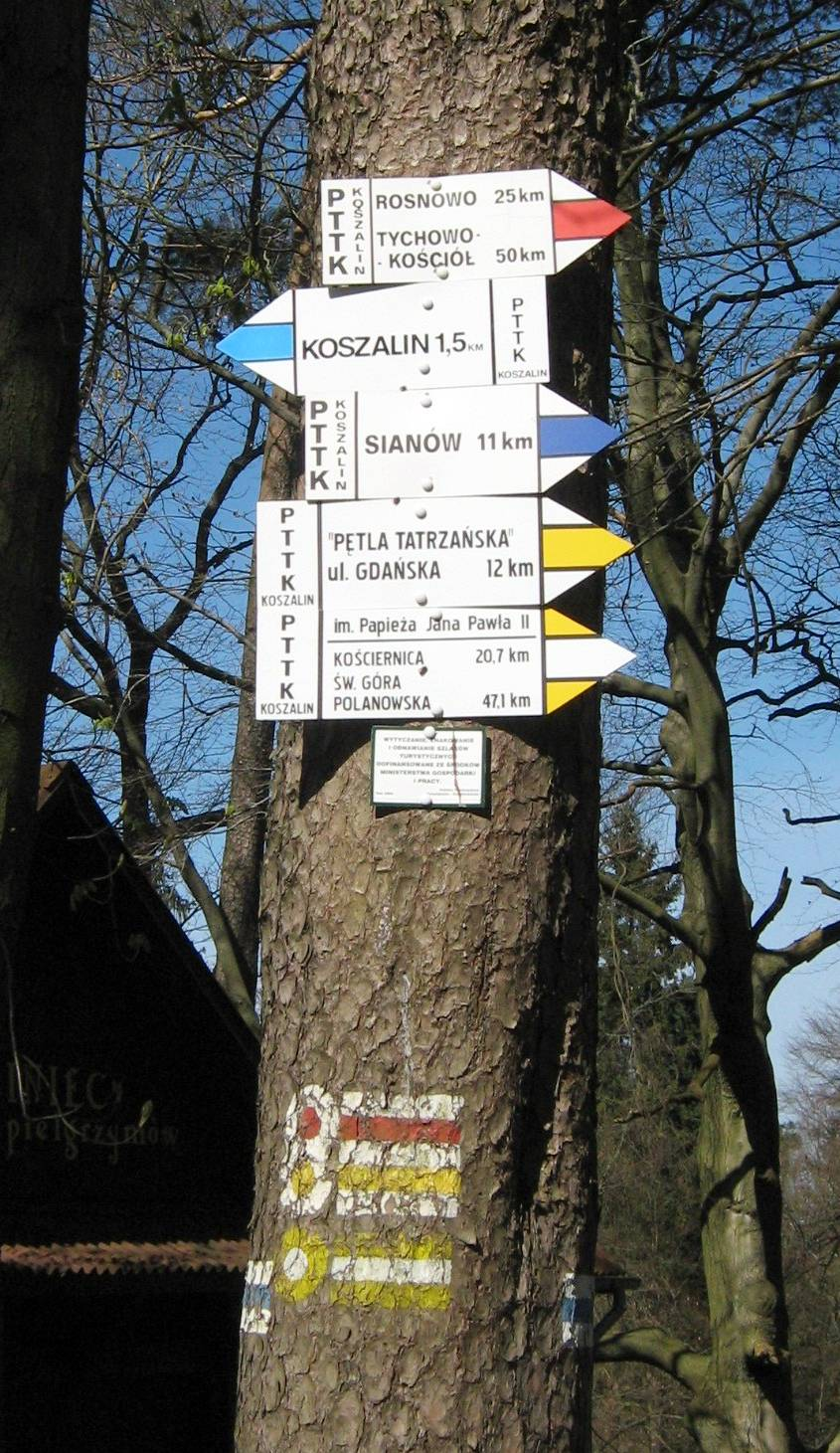
Węzeł szlaków na Górze Chełmskiej koło Koszalina oznaczony przez PTTK.

Polski System Informacji Turystycznej – system informacji turystycznej w Polsce .

## Historia
Początki organizacji systemu informacji turystycznej na ziemiach polskich wiążą się z pierwszymi organizacjami turystycznymi, jakie tworzyli Polacy na przełomie XIX i XX wieku. W okresie międzywojennym prekursorami takiej działalności w II RP był Orbis, który powstał w 1920 roku we Lwowie. W okresie PRL organizację ruchu turystycznego zainicjowano w 1960 roku, kiedy 17 lutego Sejm uchwalił ustawę o organizacji spraw kultury fizycznej i turystyki
Na mocy tej ustawy Rada Ministrów powołała nowy urząd centralny – Główny Komitet Kultury Fizycznej i Turystyki (GKKFiT) oraz określiła, iż do zakresu działania GKKFiT należą m.in. sprawy informacji, propagandy oraz wydawnictw turystycznych, a także koordynowanie w tym zakresie organów państwowych, instytucji i organizacji
Po roku 1990 funkcje te przejęła Polska Organizacja Turystyczna (POT) utworzona na mocy ustawy z dnia 25 czerwca 1999 o Polskiej Organizacji Turystycznej, w której zakres działania wpisano również problematykę informacji turystycznej.

## Obecnie
Polski System Informacji Turystycznej składa się z dwóch części: analogowej i cyfrowej. 
Na część analogową składa się sieć punktów i centrum informacji turystycznej oraz system oznakowania turystycznego. Punkty i centra informacji turystycznej mogą ubiegać się o certyfikację potwierdzającą poziom świadczonych usług. Ciałem doradczo-konsultacyjnym wspomagającym Polską Organizację Turystyczną w tym obszarze jest Forum Informacji Turystycznej.

Na część cyfrową składają się urządzenia, aplikacje, serwisy internetowe wspomagające przekazywanie informacji w postaci cyfrowej. Centralnym elementem części cyfrowej jest dostępny w 23 wersjach językowych Narodowy Portal Turystyczny oraz ogólnokrajowy system bazodanowy Repozytorium Informacji Turystycznej.